# Cyprinodon nevadensis
Cyprinodon nevadensis es una especie de cachorrito del género Cyprinodon. La especie también se conoce como cachorrito Amargosa, pero ese nombre también puede referirse a una subespecie, Cyprinodon nevadensis amargosae. Las seis subespecies son o fueron endémicas de lugares muy aislados en el desierto de Mojave de California y Nevada.

## Subespecies
- Cyprinodon nevadensis nevadensis, el cachorrito de Saratoga Springs, es la subespecie nominada. Originalmente estaba limitado a Saratoga Springs en el Parque Nacional del Valle de la Muerte. Se introdujo una población en el lago Tuendae en Zzyzx, California, pero es posible que no haya sobrevivido allí.
- Cyprinodon nevadensis amargosae, el cachorrito del río Amargosa o cachorrito de Amargosa, era originalmente endémico de dos secciones de la parte baja del río Amargosa. En 1940, se introdujo una población en River Springs en el condado de Mono, California.

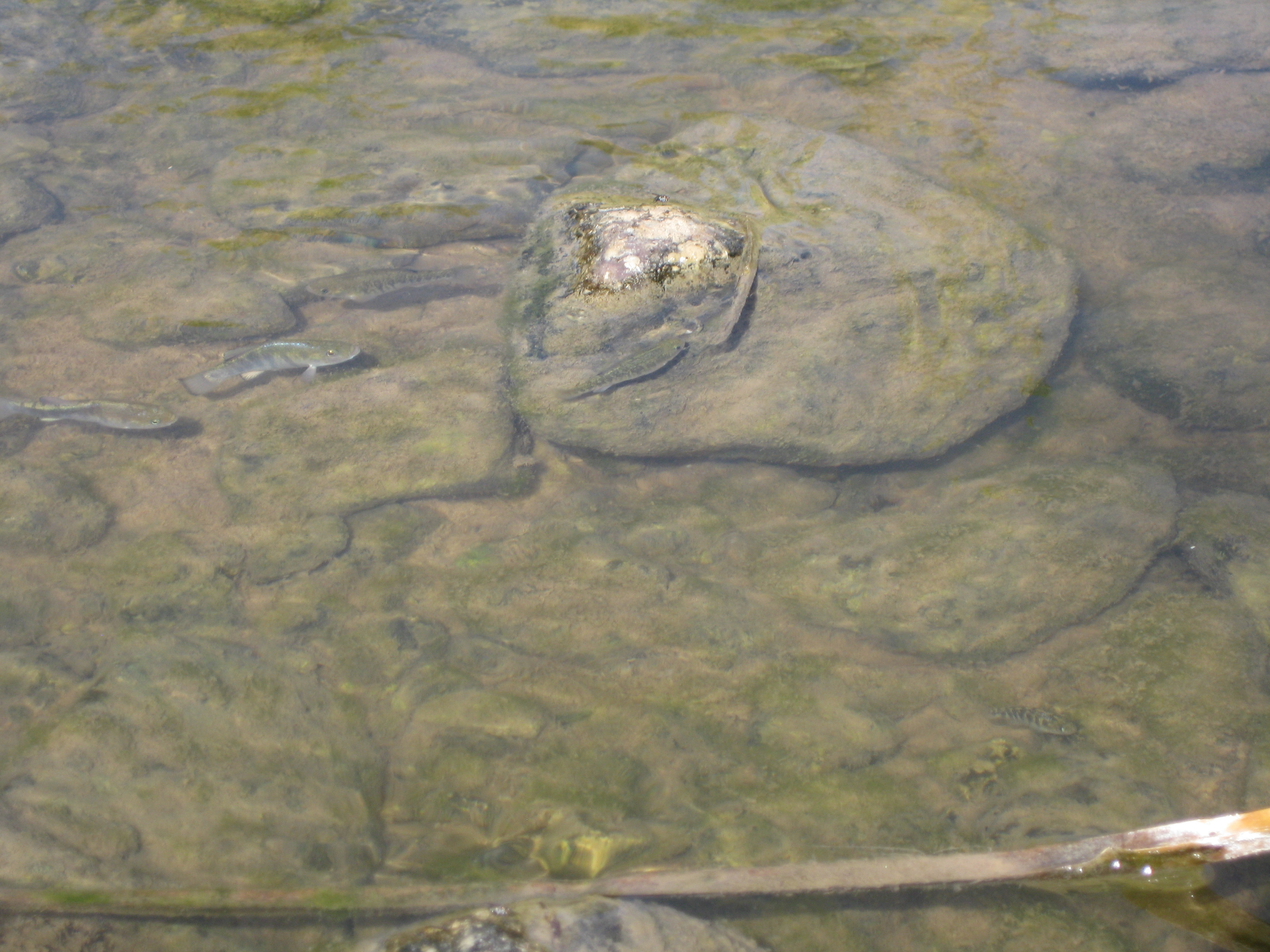
Probablemente subspp. amargosae: tomada en mayo de 2014 en el Cañón del Río Amargosa, aguas abajo del Triángulo de Tecopa y aguas arriba de las cascadas sobre la confluencia con Willow Creek. El segundo pez de la izquierda en la fotografía es macho, como lo indica la coloración azul, que se muestra aquí particularmente en su franja dorsal.

- Cyprinodon nevadensis mionectes, el cachorrito de Ash Meadows o cachorrito de Ash Meadows Amargosa, está catalogado como en peligro de extinción según la Ley de especies en peligro de extinción. Se limita al Refugio Nacional de Vida Silvestre Ash Meadows en Nevada.
- Cyprinodon nevadensis pectoralis, el cachorrito de Warm Springs , también figura como en peligro de extinción según la ESA. Está restringido a seis manantiales cerca de Devils Hole en Nevada.
- Cyprinodon nevadensis shoshone, el cachorrito Shoshone, está catalogado como especie de preocupación por el Servicio de Pesca y Vida Silvestre de los Estados Unidos. El pez se limita a Shoshone Spring, cerca de la ciudad de Shoshone, California , y posiblemente a partes del río Amargosa.
- † Cyprinodon nevadensis calidae, el cachorrito de Tecopa, fue declarado extinto en 1981 y fue el primer taxón en ser eliminado de la lista de especies en peligro de extinción debido a la extinción. [2]

## En la cultura popular
El libro Reliquias de un hermoso mar de Christopher Norment es una exploración de la historia y los desafíos actuales que enfrenta este grupo de taxones de peces. 

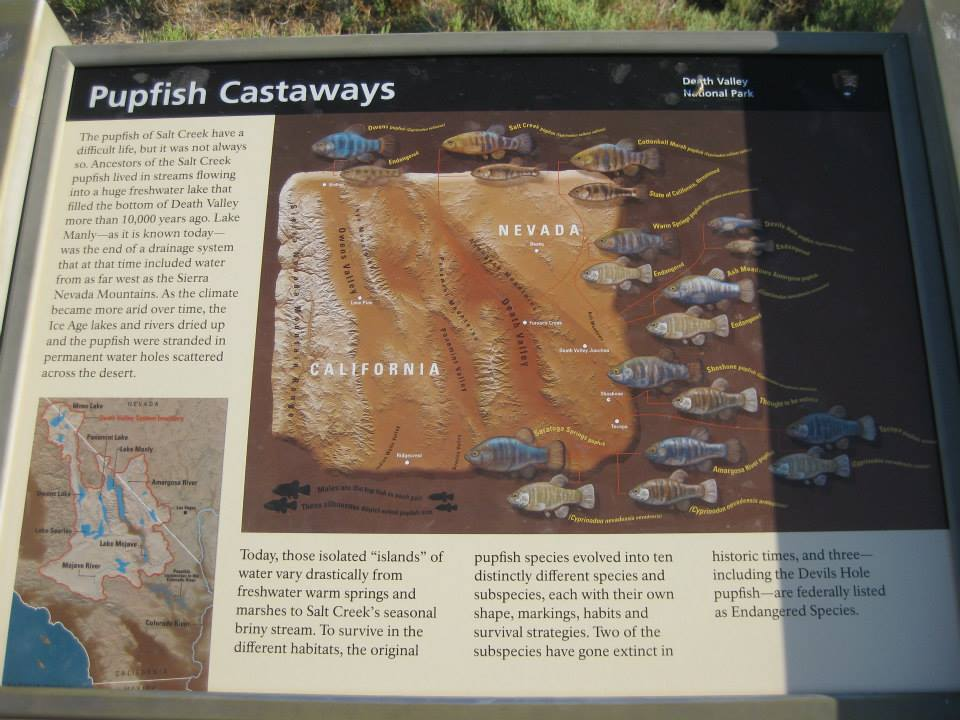
Señalización interpretativa del Servicio de Parques Nacionales en Salt Creek, Parque Nacional del Valle de la Muerte.